# 博兰 (加来海峡省)
博兰（法語：Beaurains，法語發音：[boʁɛ̃]）是法国上法蘭西大區加来海峡省的一个市镇，属于阿拉斯区。

## 地理
博兰（50°15'47"N, 2°47'19"E）面积5.99 平方千米，位于法国上法蘭西大區加来海峡省，该省份为法国北部沿海省份，西北濒北海，南至索姆省，东临北部省。
与博兰接壤的市镇（或旧市镇、城区）包括：阿希库尔、阿尼、阿拉斯、梅尔卡泰勒、讷维尔维塔斯、蒂卢瓦莱莫夫莱讷。

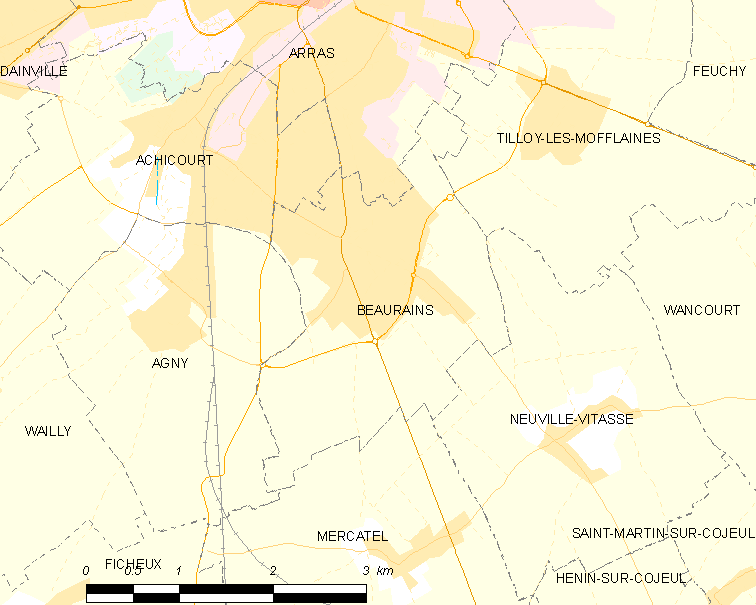
的OSM定位图

博兰的时区为UTC+01:00、UTC+02:00（夏令时）。

## 行政
博兰的邮政编码为62217，INSEE市镇编码为62099。

## 政治
博兰所属的省级选区为阿拉斯第三县。

## 人口

1962-2008年间人口变化图示

博兰于2022年1月1日时的人口数量为5530人。